# Kula-Młyn
Kula Młyn (kaszb. Kùlamilô lub też Kùlmel, Kùla, niem. Kullamühle) – osada w Polsce położona w województwie pomorskim, w powiecie kościerskim, w gminie Kościerzyna nad Wierzycą. Istniejące zabudowania młyna powstały na przełomie XIX i XX w. na miejscu wcześniejszego z XVIII w.
Do 2015 roku miejscowość była częścią wsi Będominek.
Osada jest częścią składową sołectwa Zielenin.
W latach 1975–1998 miejscowość administracyjnie należała do województwa gdańskiego.
Jeden z punktów na Szlaku Józefa Wybickiego.